# Screaming Mad George
Screaming Mad George, pseudonimo di Joji Tani (谷譲治?, Tani Jōji; Osaka, 7 ottobre 1956), è un regista, truccatore ed effettista giapponese emigrato negli Stati Uniti d'America, dove è diventato famoso per i suoi effetti speciali surreali e sanguinosi. Ha collaborato a diversi film del regista Brian Yuzna.

## Biografia
Emigra negli Stati Uniti, dove si diploma alla School of Visual Arts e adotta lo pseudonimo di Screamin Mad George, un omaggio a Mad Magazine e a Screamin' Jay Hawkins.
In Giappone intraprende l'attività di musicista in alcune band punk rock fra cui The Mad. Realizza una serie di video musicali pieni di immagini sanguinose, che lo portano a trovare lavoro nell'industria cinematografica come realizzatore di effetti speciali di trucco.
Lavora su pellicole come Grosso guaio a Chinatown (1986), Predator (1987), Nightmare 3 - I guerrieri del sogno (1987), alla scena dello scarafaggio di Nightmare 4 - Il non risveglio (1988) e Arena (1989). Nel 1989 partecipa come scultore agli effetti speciali del film The Abyss e comincia la lunga collaborazione col regista Brian Yuzna col film Society - The Horror. Variety recensisce negativamente il climax del film utilizzando l'aggettivo "nauseante", e l'Austin Chronicle accusa gli effetti speciali di essere "dozzinali". Il Los Angeles Times, in una recensione più positiva, afferma che la vera star del film è George, ed Empire scrive: "Yuzna e il veterano degli effetti speciali Screaming Mad George ci servono letteralmente della melma, con verve, umorismo e stile, sia verbale che visivo, tanto che il film risulta anche una commedia adolescenziale fra le migliori". Nel successivo film di Yuzna, Silent Night, Deadly Night 4: Initiation (1990), gli effetti di George vengono definiti da Variety "immaginifici" e "esattamente quello che bramano i fan dell'horror di oggi".
Nel 1991 dirige il suo primo film, Guyver, coadiuvato alla regia di Steve Wang e con Yuzna come produttore. In America, la New Line rimonta il film per eliminare lo humour e sottolineare le sequenze d'azione. Entertainment Weekly valuta il film "discreto" lodando gli effetti, ma l'accusa di essere troppo stereotipato.
Il Los Angeles Times giudica "magnifici" i suoi effetti speciali in Freaked - Sgorbi (1993) e Ain't It Cool News afferma che il lavoro di George vale da solo la visione del film. Witney Seibold di CraveOnline scrive di Grano rosso sangue 3 (1995): "Se il film ha un qualche spessore, lo si deve a [George]". Stuart Gordon lo sceglie per realizzare gli effetti speciali di Space Truckers (1996) anche perché George parla giapponese e la cosa facilita i rapporti con Hajime Sorayama, creature designer del film. Variety parla bene degli effetti speciali di Tales from the Hood (1995) e Progeny - Il figlio degli alieni (1999). George lavora di nuovo con Yuzna in Faust (2001) and Beyond Re-Animator (2003).

## Filmografia

### Trucco, effetti speciali e visivi
- The Bogus Man, regia di Nick Zedd – cortometraggio (1980)
- Poltergeist II - L'altra dimensione (Poltergeist II: The Other Side), regia di Brian Gibson (1986)
- Grosso guaio a Chinatown (Big Trouble in Little China, regia di John Carpenter (1986)
- Predator, regia di John McTiernan (1987)
- Nightmare 3 - I guerrieri del sogno (A Nightmare on Elm Street 3: Dream Warriors), regia di Chuck Russell (1987)
- Don't Panic, regia di Rubén Galindo Jr.  (1988)
- Doppio delitto (Hide and Go Shriek), regia di Skip Schoolnik (1988)
- Nightmare 4 - Il non risveglio (A Nightmare on Elm Street 4: The Dream Master), regia di Renny Harlin (1988)
- The Abyss, regia di James Cameron (1989)
- Arena, regia di Peter Manoogian (1989)
- Curse II: The Bite, regia di Federico Prosperi (1989)
- Society - The Horror, regia di Brian Yuzna (1989)
- Re-Animator 2 (Bride of Re-animator), regia di Brian Yuzna (1989)
- Teito taisen, regia di Takashige Ichise (1989)
- Silent Night, Deadly Night 4: Initiation, regia di Brian Yuzna (1990)
- Silent Night, Deadly Night 5: The Toy Maker, regia di Martin Kitrosser (1991)
- Kung Fu Rascals, regia di Steve Wang (1992)
- Freaked - Sgorbi (Freaked), regia di Alex Winter e Tom Stern (1993)
- Necronomicon (episodio The Library), regia di Christophe Gans, Shūsuke Kaneko, Brian Yuzna (1993)
- The Stöned Age, regia di James Melkonian (1994)
- Grano rosso sangue 3 (Children of the Corn III: Urban Harvest), regia di James D. R. Hickox (1995)
- Tales from the Hood, regia di Rusty Cundieff (1995)
- Space Truckers, regia di Stuart Gordon (1996)
- Jack Frost, regia di Michael Cooney (1997)
- Un lupo mannaro americano a Parigi (An American Werewolf in Paris, regia di Anthony Waller (1997)
- Star Kid, regia di Manny Coto (1997)
- Progeny - Il figlio degli alieni (Progeny), regia di Brian Yuzna (1998)
- Blood of the Samurai, regia di Aaron Yamasato (2001)
- Faust (Faust: Love of the Damned), regia di Brian Yuzna (2000)
- Beyond Re-Animator, regia di Brian Yuzna (2003)
- The Legend of Diablo, regia di Robert Napton (2003)

### Regia
- Guyver, con Steve Wang (1991)
- Boy in the Box – cortometraggio (2005)

## Riconoscimenti
- 1994 – Academy of Science Fiction, Fantasy and Horror Films
  - Candidatura al Saturn Award per il miglior trucco per Freaked - Sgorbi[17]
- 2001 – DVD Exclusive Awards
  - Candidatura per i migliori effetti visivi per Faust[18]